# 高爾夫頑童猿丸
高爾夫頑童猿丸是藤子不二雄Ⓐ於 1974～1988 年所連載的日本漫畫作品，其後也改編成電視動畫及電玩遊戲。
故事以長相如同猿猴般的天才少年高爾夫球選手「猿谷猿丸」為主角，敘述猿丸投身高爾夫球壇的一連串冒險與挑戰，以超脫現實的幻想設定與誇張演出聞名。

## 外部連結
- シンエイ動画オフィシャルサイト（日語）
- プロゴルファー猿CHRONICLE（表紙アーカイブ）（日語）
- 同上（本編アーカイブ）（日語）